# Josh Harris
Joshua Jordan Harris, född december 1964, är en amerikansk affärsman och företagsledare som är medgrundare och disponent till riskkapitalbolaget Apollo Global Management, LLC. Han är också majoritetsägare och styrelseordförande för ishockeylaget New Jersey Devils i National Hockey League (NHL) och basketlaget Philadelphia 76ers i National Basketball Association (NBA) via Harris Blitzer Sports & Entertainment.
Harris avlade en kandidatexamen i företagsekonomi vid Wharton School of Business och en master of business administration vid Harvard Business School.
Den amerikanska ekonomitidskriften Forbes rankade honom till att vara världens 548:e rikaste med en förmögenhet på fem miljarder amerikanska dollar för den 7 mars 2021.
Den 18 oktober 2011 slutförde Harris och hans investmentgrupp köpet av Philadelphia 76ers i NBA för 280 miljoner dollar. Den 15 augusti 2013 utökade Harris och hans affärspartners sportimperiet med att köpa New Jersey Devils i NHL, för mer än 320 miljoner dollar. Den 21 juli 2023 slutförde Harris och hans investmentgrupp köpet av Washington Commanders i NFL.